# Орловський округ
Орловський округ — адміністративно-територіальна одиниця, що входила до складу Центрально-Чорноземної області РРФСР в 1928-1930 рр. Адміністративним центром округу було місто Орел.

## Історія
14 травня 1928 року ВЦВК та РНК РРФСР прийняли постанову про утворення на території колишніх Воронезької, Курської, Орловської та Тамбовської губерній Центрально-Чорноземної області (ЦЧО) з центром у місті Воронежі.
16 липня 1928 року було визначено склад округів ЦЧО, а 30 липня 1928 року — мережу районів. Усього було створено 11 округів та 178 районів. Серед інших, у складі Центрально-Чорноземної області було утворено Орловський округ.
У 1930 існування округів було визнано недоцільним і 23 липня 1930 за постановою ЦВК і РНК СРСР окружний розподіл було скасовано. Орловський округ був ліквідований, райони, що входили до нього, а також місто Орел як самостійна адміністративна одиниця, стали підпорядковуватися безпосередньо обласному центру ЦЧО.
Більшість районів, утворених у складі Орловського округу (включаючи територію скасованих згодом районів), входить до сучасної Орловської області.

## Склад округу
- Болховський район
- Верховський район
- Глоднівський район (17 червня 1929 року передано до складу Брянського округу Західної області)
- Дмитровський район
- Дросківський район
- Корсаковський район
- Кромський район
- Малоархангельський район
- Мохівський район
- Мценський район
- Новосільський район
- Орловський район
- Свердловський район
- Сосковський район
- Троснянський район
- Узкінський район (5 серпня 1929 року перейменований на Знаменський район)
- Урицький район